# Blanco County
Blanco County är ett administrativt område i delstaten Texas, USA, med 10 497 invånare (2010). Den administrativa huvudorten (county seat) är Johnson City.

## Geografi
Enligt United States Census Bureau har countyt en total area på 1 848 km². 1 842 km² av den arean är land och 6 km² är vatten.

### Angränsande countyn
- Burnet County - nord
- Travis County - nordost
- Hays County - öst
- Comal County - sydost
- Kendall County - sydväst
- Gillespie County - väst
- Llano County - nordväst

### Orter
- Blanco
- Johnson City (huvudort)